# پیر ورنر
پیر ورنر (انگلیسی: Pierre Werner؛ زادهٔ ۲۹ دسامبر ۱۹۱۳ – درگذشته ۲۴ ژوئن ۲۰۰۲) یک سیاست‌مدار اهل لوکزامبورگ بود. وی در دو دوره در سال‌های ۱۹۵۹ تا ۱۹۷۴ و از ۱۹۷۹ تا ۱۹۸۴ نخست‌وزیر این کشور بود.